# Lahko letalo
Lahko letalo je zrakoplov, katerega največja bruto vzletna masa znaša manj kot 5.670 kg (12.000 lb). Športna letala so tudi lahka letala. Po ICAO definiciji o turbulenci so lahka letala vsa do MTOM 7000 kg. Lahka letala se komercialno uporabljajo kot pomožna letala za potniški in tovorni promet, turistične oglede, fotografiranja, osebno in drugo uporabo.
Med največja lahka letala spadajo: Antonov An-2, de Havilland Canada DHC-6 Twin Otter, Beechcraft B200 Super King Air in Cessna Citation M2. 

## Uporabnost
Uporabe vključujejo meritve iz zraka, kot je spremljanje cevovodov, lete z lahkim tovorom regionalnega pomena, in potniške lete. Lahka letala se uporabljajo v tržne namene, kot so vleka transparentov, pisanje po nebu ter letalsko šolanje. Večina osebnih letal je lahkih letal, najbolj priljubljeno letalo v zgodovini je Cessna 172, najbolj priljubljena v sodobni zgodovini pa sta Cirrus SR22 in Robinson R44. Večja lahka letala, kot so dvojna turbopropelerska letala in zelo lahki rekativci, se pogosto uporabljajo kot poslovna letala. V kategorijo lahkih letal se uvršča tudi večina vodnih letal.